# Хомутецька волость
Хомутецька волость — адміністративно-територіальна одиниця Миргородського повіту Полтавської губернії з центром у містечку Хомутець.
Старшинами волості були:
- 1900 року селянин Антон Михайлович Солодовнік[1];
- 1904 року селянин Яків Степанович Дорошенко[2];
- 1913 року Павло Іванович Крячун[3];
- 1915 року Василь Якимович Кирій[4].